# Angiolo Agostino Mazzinghi
Angiolo Agostino Mazzinghi (Firenze, 1377 – Firenze, 17 agosto 1438) è stato un religioso italiano.

## Biografia
Egli proveniva da un'antica famiglia fiorentina, nel 1413 divenne frate carmelitano.
Fu  scrittore, maestro e lettore di teologia: fu priore del Convento di Santa Maria delle Selve e del Convento del Carmine, al tempo in cui Masolino da Panicale e Masaccio dipingevano la cappella Brancacci e negli anni in cui il frate pittore Filippo Lippi conobbe Lucrezia Buti di Prato.
Divenne Provinciale dell'Ordine e continuatore dell'opera spirituale di sant'Andrea Corsini.